# Al-Dschalabiyya
al-Dschalabiyya (arabisch الجلبية, DMG al-Ǧalabiyya, häufig transkribiert als al-Jalabiya oder al-Jalabiyeh; kurdisch Çelebî) ist ein Dorf im Distrikt Ain al-Arab (Kobanê) in Syrien und Sitz der gleichnamigen Gemeinde (Nahiya) im Gouvernement Aleppo. Das Dorf al-Dschalabiyya hat 411 Einwohner stand 2004, es liegt etwa 55 km süd-östich vom Hauptort Ain al-Arab und etwa 155 km südlich von Aleppo.
Bekannt wurde der Ort erst im Jahr 2018 aufgrund einer Anklage wegen Terrorfinanzierung gegen den syrischen Sitz des französischen Zementriesen „Lafarge-Holcim“ in Aljalabia und dem bis zum Rückzug der US-Truppen nah gelegenen US-Stützpunkt. Lafarge hatte das Werk in al-Dschalabiyya im Jahr 2010 für rund 680 Millionen US-Dollar errichtet und trotz des Bürgerkriegs bis zum Jahr 2014 betrieben.

## Informationen
al-Dschalabiyya wurde im Jahr 2009 von der Gemeinde Sarrin gelöst und zu einer eigenständigen Gemeinde mit dem Namen „Nahiyat al-Dschalabiyya“. al-Dschalabiyya gehört zum Verwaltungsbereich der Selbstverwaltung von Nord- und Ostsyrien in Rojava und gilt als nicht von der damaligen Assad-Regierung kontrolliert.

## Gebiete
Folgende Orte gehören zur Gemeinde al-Dschalabiyya:
- al-Uchuwa (الأخوة), al-Dschalabia (الجلبية),
- Askif (أسكيف), al-A'zamiya (الأعظمية),
- al-damaam (الدمام), al-Dschabla (الجبلة),
- Charab Sahridsch Gharbiya (خراب صهريج غربية),
- Chan Mamid (خان ماميد), Tarmak Tahtani (ترمك تحتاني), Hamdun (حمدون), al-Dschurat (الجورات),
- Safriya (سفرية), Dar Fallat (دار فلات),
- Darb al-Tacht (درب التخت), Charchri (خرخري),
- Mawwa Fawqani (مأوى فوقاني), Schallal Westlich (شلال غربي),
- Schallal Östlich (شلال شرقي), Mil (ميل),
- Tall al-achdar (تل الأخضر), al-Nahasiyah (النحاسية), Qolana (قولانة), Scheich Ghali (شيخ غالي),
- Chirab al-Aschiq (خراب العاشق), al-Baraka (البركة),
- al-Scham (السهم), Kumait Kabira (كميت كبيرة),
- al-Tayba (الطيبة), Umm Talil (أم تليل),
- Bi'r Dalla (بئر دلة), al-Ayyubiya (الأيوبية),
- Tall Abyad Tahtani (تل أبيض تحتاني), Charab Rast (خراب رست),
- Chalidiya Fawqani (خالدية فوقاني).